# Mittelflurhaus

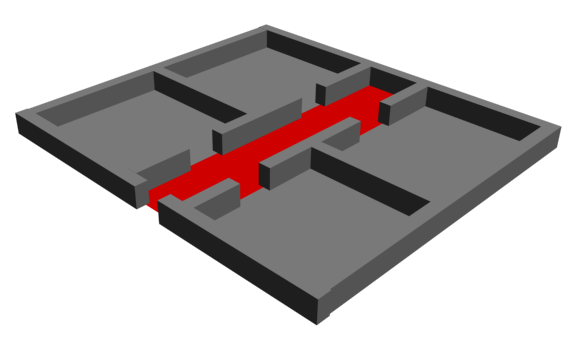
Schematischer Grundriss eines Mittelflurhauses

Ein Mittelflurhaus ist ein Wohnhaus, bei dem die einzelnen Räume oder Wohneinheiten von einem zentral gelegenen Flur aus erschlossen werden.

## Entstehung
Es entstand als eine Verkleinerung des Hallenhauses, das eine wagenbreite und –hohe befahrbare Diele hat.

## Beschreibung
Namensgebend ist der Flur, der über eine zentral in der Gebäudefront situierte Eingangstür betreten wird.

## Typologie

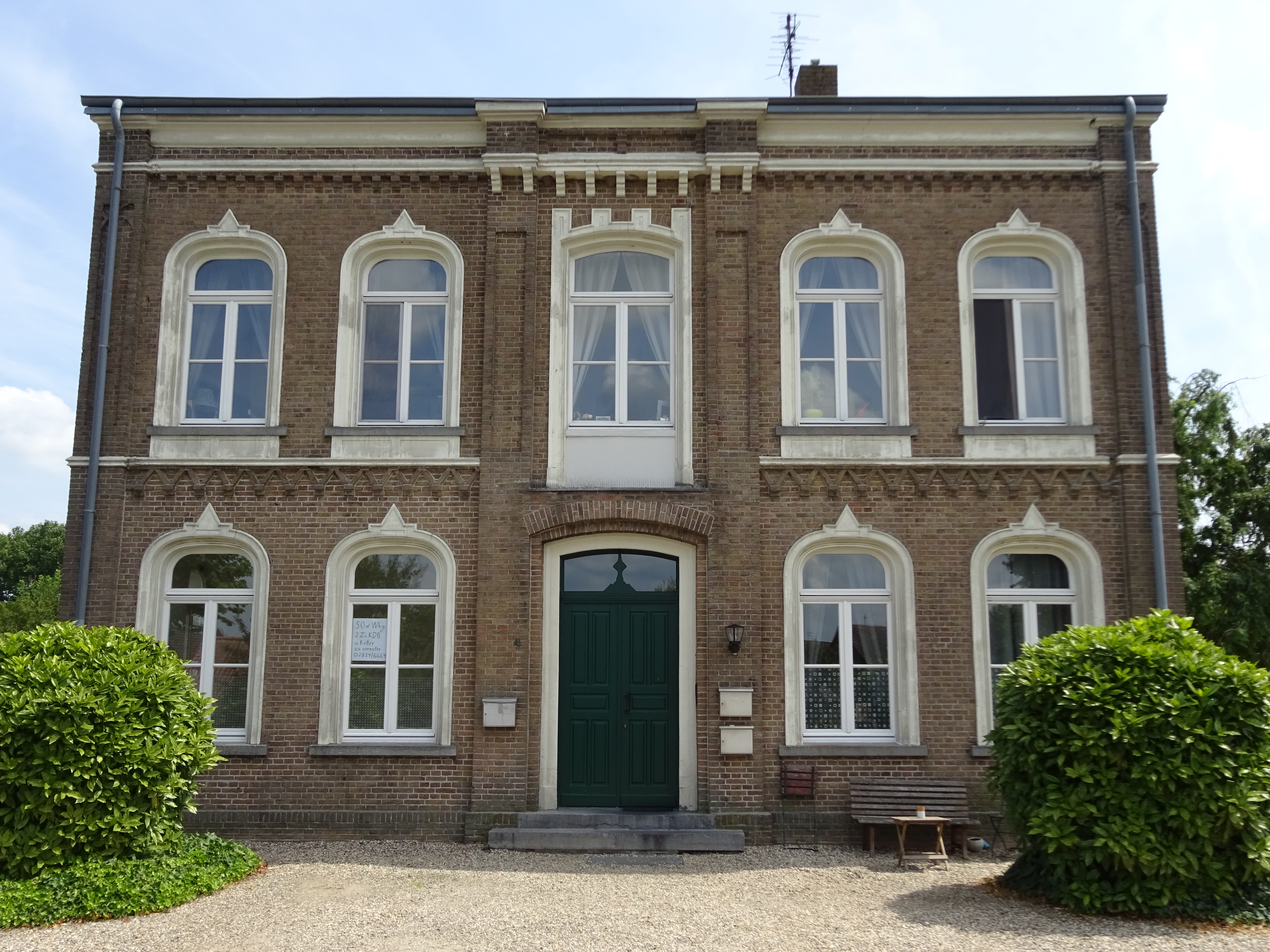
Traufständiges Mittelflurhaus

- Märkisches Mittelflurhaus
- Bayrisches Mittelflurhaus
- Alpines Mittelflurhaus